# Graphis striatula
Graphis striatula är en lavart som först beskrevs av Erik Acharius, och fick sitt nu gällande namn av Kurt Sprengel. Graphis striatula ingår i släktet Graphis och familjen Graphidaceae.   Inga underarter finns listade i Catalogue of Life.